# Hadriania
Hadriania is een geslacht van weekdieren uit de klasse van de Gastropoda (slakken).

## Soorten
- Hadriania brevituba (Millet, 1865) †
- Hadriania craticulata Bucquoy & Dautzenberg, 1882
- Hadriania sperata (Cossmann, 1921)